# والتر مورفی
والتر آنتونی مورفی جونیور (به انگلیسی: Walter Anthony Murphy, Jr) (زاده ۱۹ دسامبر ۱۹۵۲) آهنگساز، نوازنده و تنظیم‌کننده موسیقی آمریکایی است.
از فیلم‌ها یا مجموعه‌های تلویزیونی که وی در آن‌ها نقش داشته است، می‌توان به گانگستر اشاره نمود.